# Mindaugas Žukauskas
Mindaugas Žukauskas (* 24. August 1975 in Šiauliai) ist ein Basketballspieler aus Litauen. Er spielt auf der Position Small Forward.
Žukauskas spielte für KK Šiauliai, Žalgiris Kaunas, KK Union Olimpija Ljubljana, Montepaschi Siena und Scavolini Pesaro. Mit Kaunas gewann er 1998 und 1999 die LKL-Meisterschaft, 1998 den Europapokal, 1999 holte er den EuroLeague-Titel und die NEBL-Meisterschaft. Mit Ljubljana gewann er 2001 die slowenische Meisterschaft. Mit Siena gewann er 2004 die italienische Meisterschaft.
Er war zeitweise der Kapitän der litauischen Nationalmannschaft, mit der er bei den Olympischen Sommerspielen 1996 die Bronzemedaille gewann und 2003 Europameister wurde.
| Personendaten    | Personendaten                         |
| ---------------- | ------------------------------------- |
| NAME             | Žukauskas, Mindaugas                  |
| KURZBESCHREIBUNG | litauischer Basketballspieler         |
| GEBURTSDATUM     | 24. August 1975                       |
| GEBURTSORT       | Šiauliai, Litauische SSR, Sowjetunion |